# International Robot Exhibition
L'International Robotics Exhibition, o brevemente IREX, è la più grande fiera al mondo di robotica organizzata a partire dal 1973. Si tiene a Tokyo in Giappone ed è organizzata dalla Japan Robot Association (JARA) e della Nikkan Kogyo Shimbun, Ltd.
Nel 2003 furono svelati al pubblico gli androidi della serie Actroid della Kokoro Dreams ed il modello EveR-1 della Kitech.
Nel 2009 si è tenuta dal 25 al 28 novembre.